# Heusden-Zolder
Heusden-Zolder (en limburguès Hôle) és un municipi belga de la província de Limburg a la regió de Flandes. Està compost per les seccions de Heusden, Zolder, Voort, Bolderberg, Viversel, Boekt, Eversel, Lindeman, Berkenbos i Ubbersel. El municipi és conegut per tenir el circuit de Zolder, on s'ha celebrat el Gran Premi de Bèlgica de Fórmula 1 de 1973, de 1975 a 1982 i de 1984.

## Evolució demogràfica des de 1977
Font: INS

## Personatges il·lustres
- Roger Swerts, ciclista.

## Agermanaments
- Bad Arolsen
- Brilon
- Hesdin
- Erdek
- Saint-Hubert (Bèlgica)